# Масада
31°18′55″ пн. ш. 35°21′13″ сх. д. / 31.31528° пн. ш. 35.35361° сх. д.
Маса́да (івр. מצדה мецада́ «фортеця») — давня фортеця на майже прямовисній скелі Юдейської пустелі, розташована поблизу ізраїльського міста Арад, біля шосе Ейн-Геді — Ейн-Бокек і на відстані 4 км від південного узбережжя Мертвого моря.

## Опис
Масаду з усіх боків оточують стрімкі скелі. Лише з боку моря нагору веде вузька, так звана гадюча стежина. Вершину скелі завершує майже пласке трапецієподібне плато, розміри якого приблизно 600 на 300 метрів. Плато оточують могутні фортечні мури завдовжки близько 1400 метрів і в середньому близько 4 метрів завтовшки, в яких улаштовано 37 башт. На плато були також побудовані палаци, синагога, зброярні і склади для зброї, влаштовані ями для збирання і зберігання дощової води, зведені допоміжні будівлі.

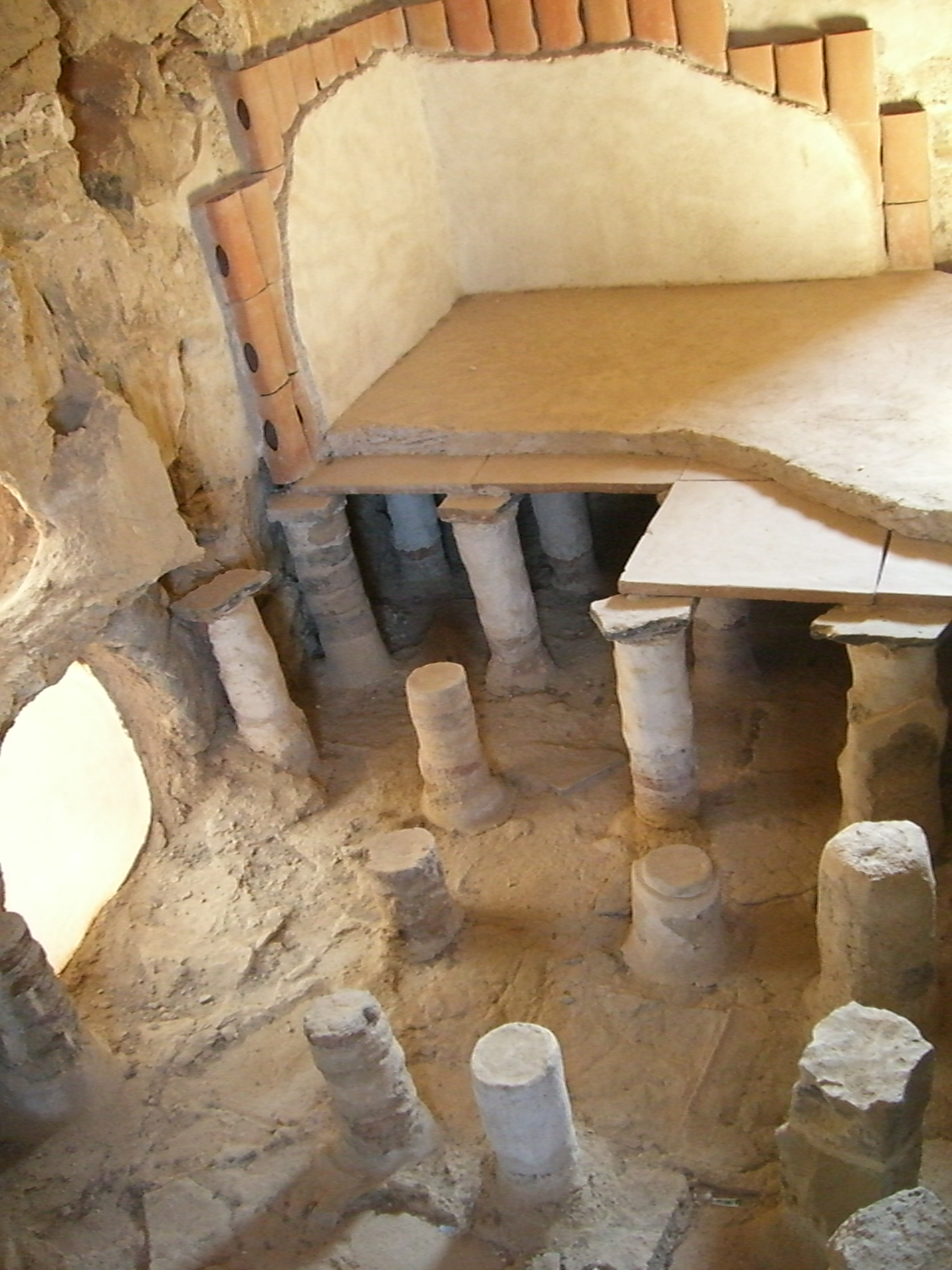
Залишки термальних лазень у Масаді

Дотепер у фортеці збереглися великий палац царя Ірода біля західного входу, залишки триярусного палацу царя Ірода, зведеного на терасах (північна сторона комплексу), синагога, фрагменти мозаїк, вирубані в скелях водні резервуари, холодні і гарячі лазні (на південному боці фортеці), інші об'єкти.
Однією з найбільш вражаючих знахідок на території Масади є синагога, адже раніше вважалось, що допоки в юдеїв був Другий Храм потреби в синагогах вони не мали. Масаду ж звели якраз у часи існування Другого Храму, зробивши в ній також синагогу. Крім того, синагогу виявили в руїнах фортеці Ґамла. Таким чином, ці знахідки достеменно довели, що в давніх євреїв існували синагоги поруч з Храмом.

## Історія
У 25 році до н.е. цар Ірод І Великий, нащадок ідумеїв, що сприйняли юдаїзм, на вершині однієї зі скель Юдейської пустелі, що здіймається на 450 метрів над Мертвим морем, спорудив прихисток для себе і своєї родини, значно укріпивши і добудувавши фортецю хасмонейського періоду, що існувала у 37-31 роки до н.е. Фортеця використовувалась для складування припасів, як харчових, так і бойових, тут зберігалась царська скарбниця, у ній було влаштовано майстерну систему водогону, лазні за римським взірцем.
У 66 році н.е. Масаду було взято повсталими зелотами, римський гарнізон було вирізано. В 67 році н.е. в Масаді отаборилися сікарії, представники радикальної партії, що очолила повстання проти римлян, яке переросло в тривалу  Юдейську війну. У 70 році н.е., після взяття римськими легіонами Єрусалима, Масада виявилась останнім оплотом повсталих. Захисників фортеці ледве нараховувалось під тисячу осіб, разом з жінками і дітьми, але вони спромоглися утримувати Масаду ще впродовж майже трьох років. Близько дев'яти тисяч рабів прокладали дороги і тягали землю для спорудження облогового валу навколо фортеці і ділянок для метальних машин і тарану. 
У 72 р. н.е. римляни розпочали облогу. Коли навесні 73 р. н.е. римляни змогли підпалити додатково зведений сікаріями внутрішній оборонний мур, що складався з дерев'яних дощок і колод, долю Масади було визначено. Не бажаючи здаватися на поталу ворога, сікарії вирішили заподіяти собі колективне самогубство. Кинули жереб і обрали тих десятьох, що мали стати виконавцями загальної волі, — саме вони вбили усіх захисників фортеці, жінок і дітей, а тоді один, визначений також жеребом, покінчив з рештою дев'ятьма, а тоді вже вбив себе. Історію ж різанини у фортечних мурах, начебто, повідомила жінка, що заховалась у водному резервуарі і у такий спосіб вціліла.
Тривалий час історія оборони Масади вважалась легендою, але порівняння різних джерел — єврейських і римських історичних хронік, в тому  числі книги Йосипа Флавія «Юдейська війна», і археологічні знахідки на території фортеці, серед яких були і кам'яні таблички з іменами, що могли використовуватися для кидання жеребу десятьма останніми оборонцями Масади, переконали дослідників у реальному підґрунті оповідки.
Існує також версія, що коли римляни пробили фортечний мур, захисники твердині підпалили всі будівлі. Однак рештки і/або могили людських поховань на території Масади так ніколи і не було знайдено, що робить вразливими обидві версії того, що відбувалося тут майже 2 тисячі років тому. 
Руїни Масади вперше було виявлено в 1862 році. Детальні ж розкопки було здійснено лише за сто років — у 1963—65 роки.
Починаючи від 1971 року на Масаді діє фунікулер, що поєднує підніжжя скелі з її верхівкою. Дістатися нагору можна також пішки — донині тією самою «гадючою стежиною», яка в'ється східним відрогом скелі прямо до фортечної брами.

## Галерея

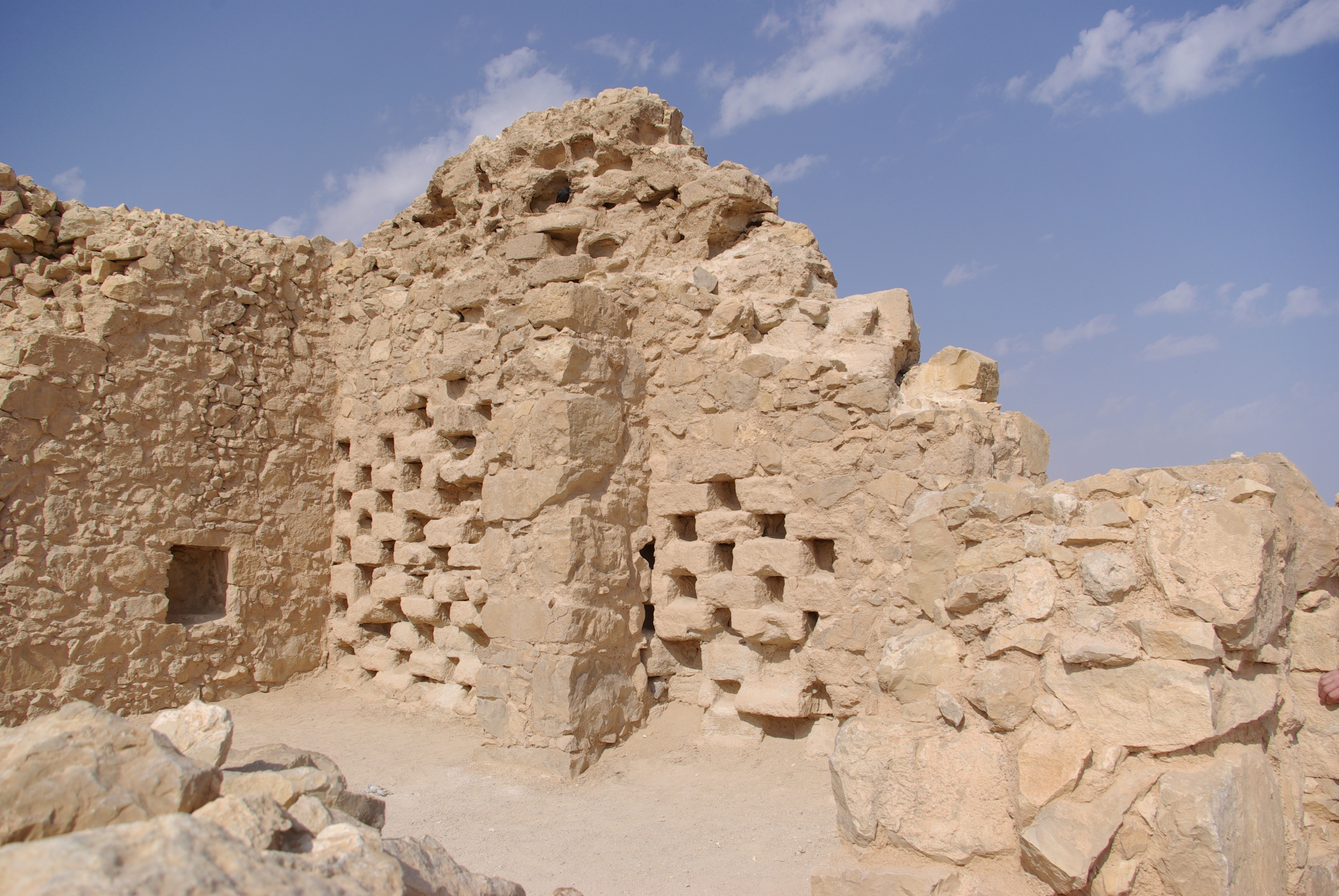
Залишки мурів Масади
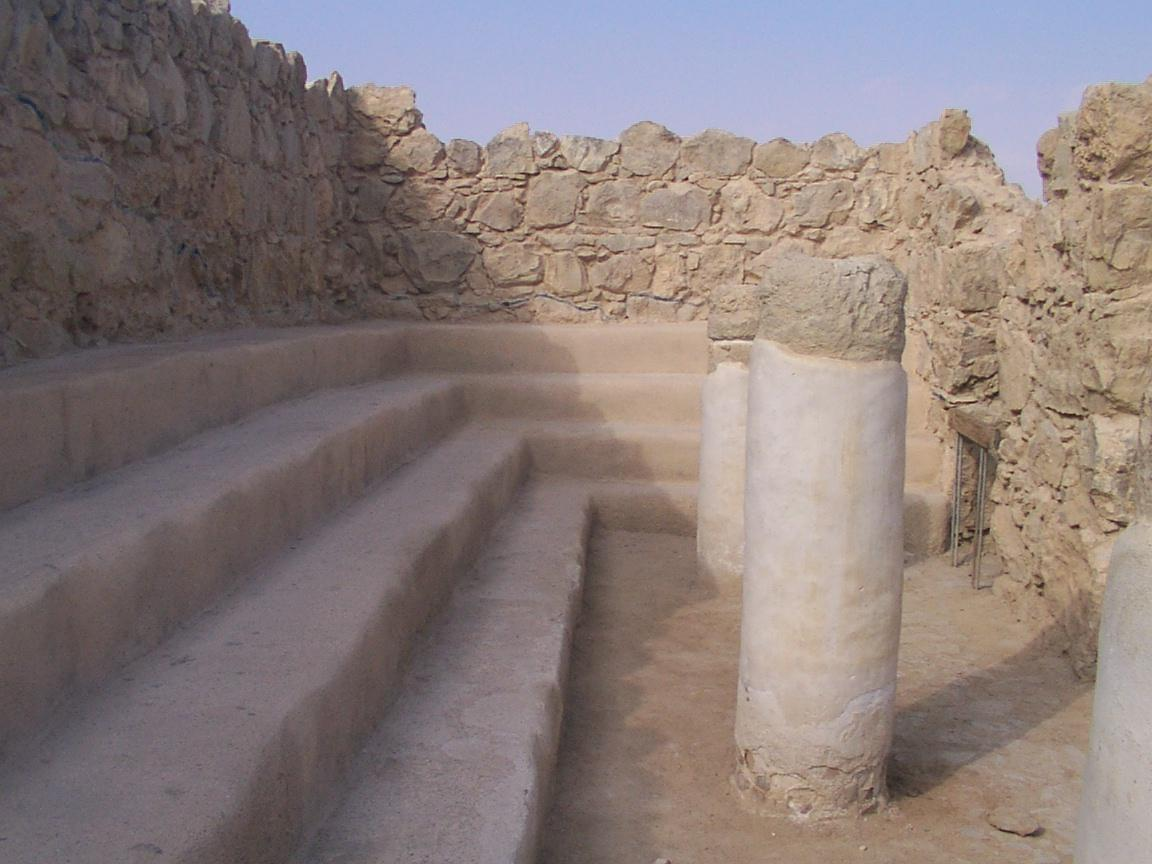
Залишки синагоги у Масаді
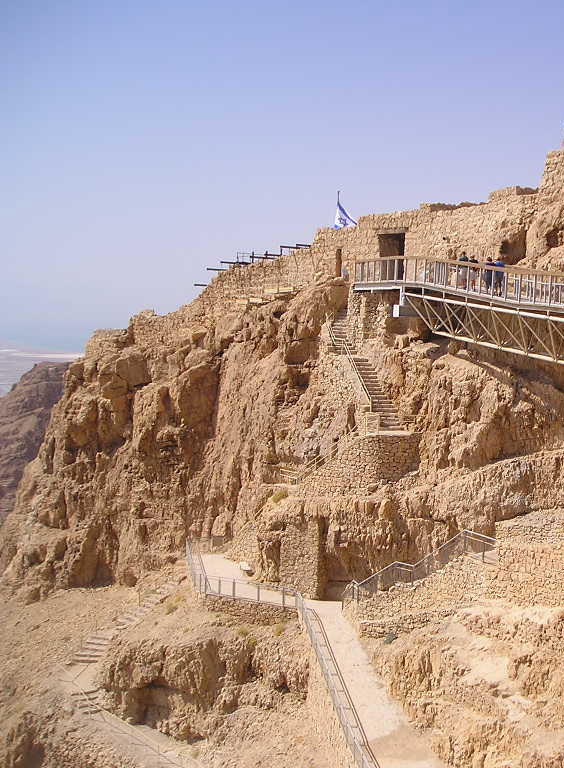
Вид на Масаду
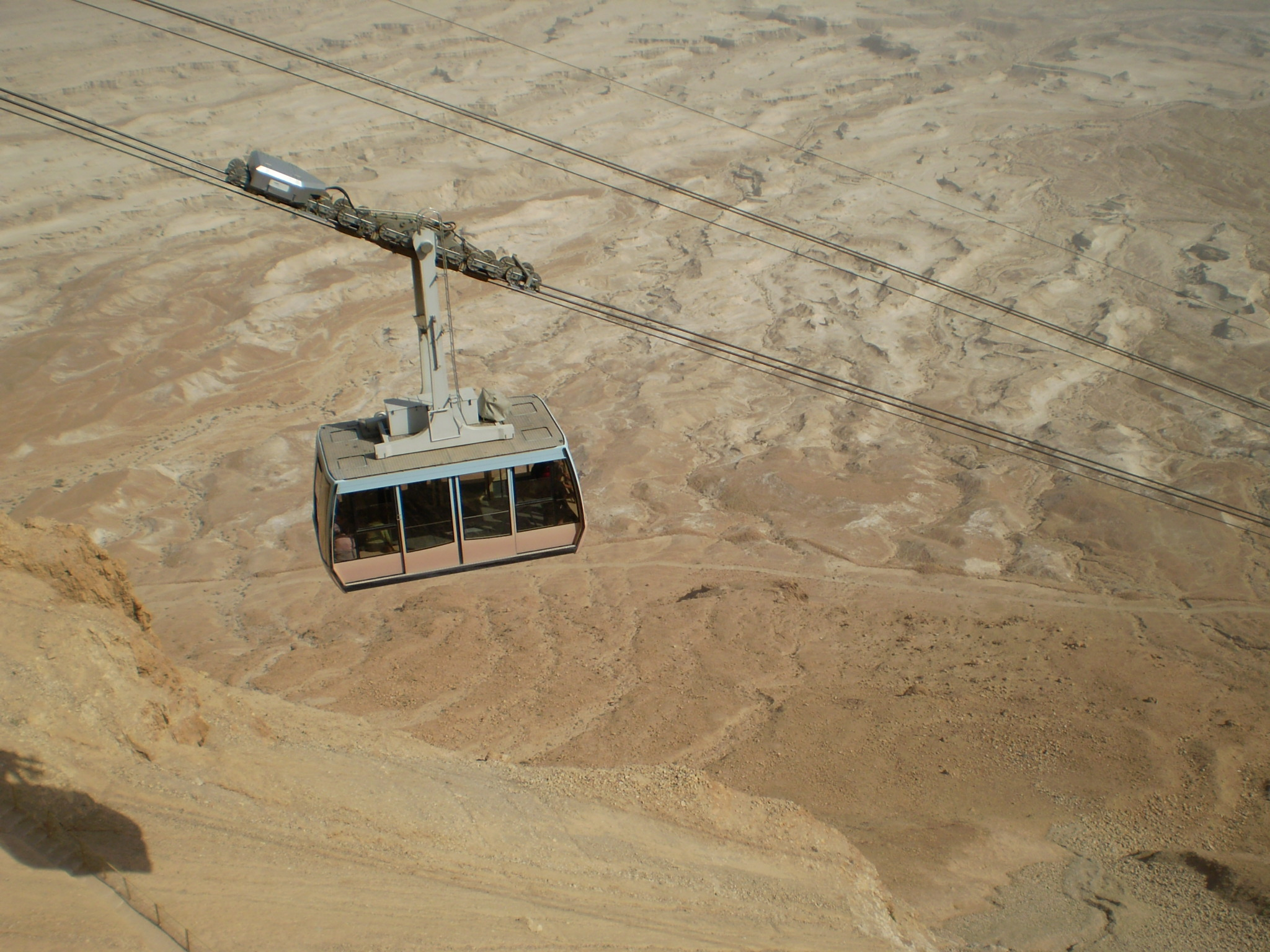
Канатна дорога на Масаду
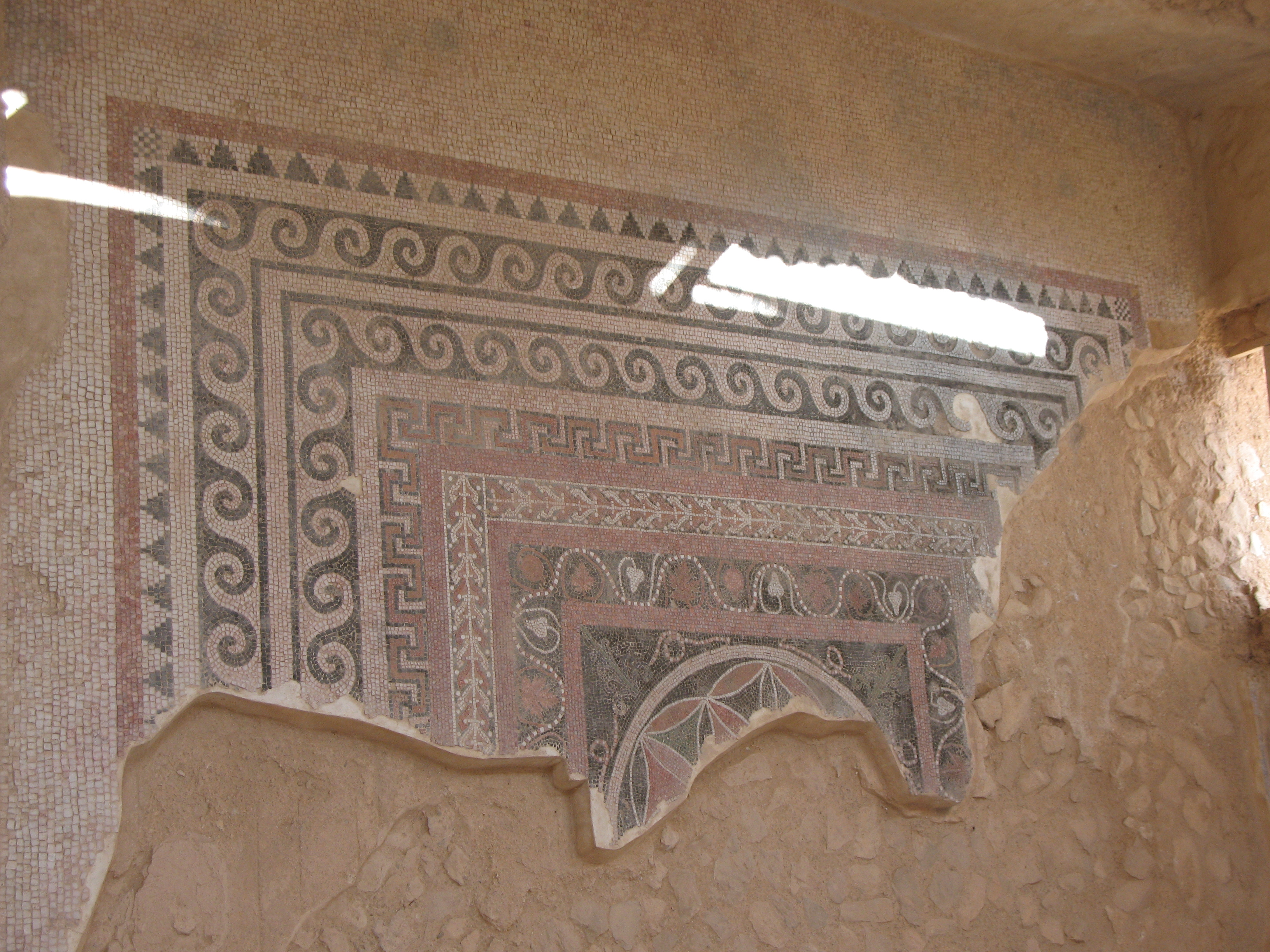
Залишки палацових мозаїк

## Виноски
1. ↑  * Назва в офіційному англомовному списку
2. ↑  В юдаїзмі самогубство є тяжким гріхом; те, як захисники вбили себе, звело кількість самогубців до однієї особи